# Renealmia petasites
Renealmia petasites är en enhjärtbladig växtart som beskrevs av François Gagnepain. Renealmia petasites ingår i släktet Renealmia och familjen Zingiberaceae. Inga underarter finns listade i Catalogue of Life.